# RaptorGamer
RaptorGamer   (Salinas, 20 d'abril de 2000) pseudònim de Gonzalo Ari Coronel Vera és un youtuber equatorià de gameplay i rolplay. Forma part del grup de youtubers “Compadretes”, i forma part sent el fundador del grup del “Team Japon” juntament amb Sparta356 i Mikecrack.

## Biografia

### Primers anys
Gonzalo Ari Coronel Vera va néixer el 20 d'abril de 2000, a Salinas, Província de Santa Elena, Equador. El seu pare li va regalar un CPU a l'edat de 6 anys, perquè entengui el seu funcionament.
Quan estava en la seva etapa entre nen i adolescent, va estar a càrrec d'una mainadera, de la qual rebia cops i maltractaments que no eren tan greus, però el reprenia al·legant que es portava malament o cometia alguna entremaliadura, al que Ari sempre va intentar fer les coses bé per evitar els cops i per escapar d'aquests mals estones va acabar per refugiar-se en YouTube, on va descobrir diversos personatges, pensant que ell també podria ser un d'ells. Va ser així com el 2013, quan tenia 13 anys, Ari va crear un canal de YouTube anomenat Raptor Daurat, nom que va escollir perquè des de molt petit ha tingut gust pels dinosaures, sent el velociraptor seu dinosaure favorit i fins i tot arribant a considerar-lo un heroi. Va començar a crear vídeos còmics com a passatemps, els quals va acostumar a pujar en aquest canal, amb el qual va obtenir en tres anys al voltant de 5000 subscriptors.

### Carrera
Finalment YouTube li va tancar el canal per problemes amb les llicències de drets d'autor i a partir d'aquest moment, Ari va estudiar totes les normes i manuals de YouTube per no tornar a tenir aquest problema. Així va ser com el 16 de juliol de 2016 va crear un nou canal, el qual va nomenar RaptorGamer, amb el qual es dedica a l' gameplay i a l'rolplay, el que vol dir que actua mentre està en un videojoc, amb títols com Fortnite, Gang Beasts, Roblox, PUBG o Minecraft, amb el qual té una sèrie anomenada Els compadretes. Per realitzar aquests vídeos, li pren al voltant de 8 hores de treball, on prepara un guió i després de gravar les seves partides, edita els vídeos, els quals realitza al costat d'un equip d'amics, entre els quals hi ha set espanyols, un colombià i un mexicà. Ha col·laborat amb YouTubers com Mikecrack, ElTrollino, Timba Vk i Sparta356.
Quan va començar a estudiar el semestre d'Enginyeria en Tecnologies de la informació en el TICS, només dormia de 2 a 3 hores, ja que la seva rutina diària consistia en gravar amb els seus amics espanyols des de les 02:00 hora Equador, sent 9:00 hora Espanya, per després acabar a les 7:00 i anar a la universitat, fins a les 16:00 que tornava a casa per realitzar les tasques fins a les 19:00 i finalment editar els 8 vídeos que gravava diàriament amb els seus amics fins a les 00 : 00 per després dormir les hores restants. Tot aquest esforç va durar sis mesos, fins que Ari va decidir deixar la universitat i ho va parlar amb la seva mare, qui a l'inici no va estar d'acord, però que va acabar per donar-li suport, igual que el seu pare i els seus dos germans, dedicant-se de ple a YouTube, amb el qual treballa al voltant de 12 hores diàries. No obstant això Ari a manifestat que deixar la universitat no vol dir que hagis de deixar d'aprendre, de manera que acostuma llegir, ja que li agrada molt la lectura i li encanta les biografies de personatges inspiradors com Steve Jobs o Elon Musk, llibres d'economia financera, amb històries de grans empreses com Google i McDonald's. Per a intervinguts de 2019 ja comptava amb més de 3,7 milions de subscriptors, convertint-se fins a aquest moment en el youtuber equatorià amb més subscriptors després de Enchufe.tv, col·laborant amb grans marques com Epic Games de Fortnite, Gearbest, Amazon i una empresa xinesa de vendes en línia. Ha estat part d'esdeveniments internacionals al costat del Club Media Fest, en països com Argentina, Colòmbia, Paraguai i el Perú, a més va ser part d'Influencers Pro Tour a la Ciutat de Mèxic.

### Televisió
Va ser part de la sèrie de Nickelodeon Club 57 la qual es va gravar en els estudis de Miami, Estats Units, al costat de Joan Pau Jaramillo, Kevsho, Cauê Bé, Els Rules, Keff Guzmán, La Pereztroica, Evaluna Montaner, Riccardo Frascari i Isabella Castell. També va actuar per a la sèrie Noobies a Colòmbia.

## Filmografia

### Televisió
- Club 57
- Noobies

### Internet
- Raptor Daurat
- RaptorGamer